# Trochoideus peruvianus
Trochoideus peruvianus är en skalbaggsart som beskrevs av Kirsch 1876. Trochoideus peruvianus ingår i släktet Trochoideus och familjen svampbaggar. Inga underarter finns listade i Catalogue of Life.